# WTH Regensburger
Willee WTH Regensburger (* 20. Mai 1954 in Harthausen bei Bad Aibling) ist ein deutscher Maler, Bildhauer, Performer und Aktionist.

## Leben
Willee Regensburger ist seit 1977 freischaffender Künstler. Er war 1986 beteiligt an der Gründung des internationalen Seminars für Moderne Kunst und Kunstwissenschaft. Unter anderem erhielt er Lehraufträge an der Fachhochschule in Rosenheim für Graphisches Gestalten von 1983 bis 1986 und für Medienpsychologie am SAE Institut München von 1989 bis 1993.
Neben seinem Malerischen Werk entstandenen zahlreiche Illustrationen zu Büchern, Performances und Filmbeiträge. Er lebt seit 2001 in Grabenstätt am Chiemsee.

## Ausstellungen
- 1985 Andreas Legath – Reinhold Pichler – WTH Regensburger, Gemeinschaftsausstellung, Städtische Galerie Rosenheim[3]
- 1989 Leid + Liebe, Gruppenausstellung, Deutsche Gesellschaft für Christliche Kunst, München (mit Galerieinformation Nr. 50)[4]
- 2019 Köpfe – 1979 bis 2019, Einzelausstellung, Schlossökonomie Grabenstätt[5]

## Aufführungen
- 2019 adaptierte Bildprojektionen zu: Moments Musicaux – Fritz Harnest, ein Graphiker der Moderne und die Musik – Klavierabend mit dem Klangzauberer Wolfgang Leibnitz, Vereinshaus Traunstein.[6]

## Bühnenbild
- 1990 Film-Gemälde zu: Franta Spielfilm, Allary Film.[7]

## Preise
- 1983 Gebhard-Fugel-Kunstpreis

## Publikationen
- Willee Regensburger: Krafttierreisen: die Hilfe schamanischer Begleiter aktivieren. Arkana, München 2011, ISBN 978-3-442-33894-8.
- Willee Regensburger: Wer liegt da noch in meinem Bett? Schamanische Psychologie für eine glückliche Beziehung – Mit Audio-Übungen. Arkana, München 2014, ISBN 978-3-442-34151-1.